# 伊吹友里
伊吹 友里（いぶき ゆり、本名：越智 小百合（おち さゆり）、1970年3月18日 - ）は、愛媛県今治市出身の演歌歌手。
芸名は作曲家の北原じゅんが命名。デビュー当時は「真帆香 ゆり（まほか - ）」だったが、1993年に「真帆花 ゆり」に改名。2008年に現在の芸名に改名。
アニメ・特撮ソング歌手・谷本貴義は遠い親戚にあたる。

## 経歴
中学3年の時、NHK「勝ち抜き歌謡天国」愛媛県大洲大会に出場（作曲家の先生と組んでレッスンをしてもらい、点数をつけて出場者同士で勝ち抜いていくという番組）。作曲家の市川昭介と組んでレッスンしてもらい、決勝大会では「浪花節だよ人生は」を歌い優勝した。
愛媛県立今治北高等学校を中退し、1986年3月に歌手を目指して16歳で上京した。
クラウンレコード25周年記念オーディションに合格し、1988年1月25日に「海峡わかれ雨（水木れいじ作詞／北原じゅん作曲）」でデビューした。同年の第7回メガロポリス歌謡祭新人賞（1988年7月1日）、'88KBC新人歌謡音楽祭最優秀新人賞（1988年9月17日）、第15回横浜音楽祭新人奨励賞（1988年10月7日）、第21回新宿音楽祭新人賞銅賞（1988年10月15日）などを受賞した。
1993年3月21日に「哀愁岬」を発売。この曲から「真帆花ゆり」に改名した。1998年11月21日に「赤ちょうちんの詩」を発売。この後しばらく新曲が出せず、通販会社で5年間ほどバイト生活を送った。
2005年12月1日に公式ウェブサイトを開設した。2006年1月11日に約7年ぶりの新曲「幸せの曲り角」を発売。ファッション・プロデュースをデヴィ・スカルノが、ダンス総指揮をバレエダンサーの加藤有華が担当したことでも話題となった。

## ディスコグラフィ

### シングル
- 全て日本クラウンからリリース。
  - 1〜5：真帆香ゆり名義、6〜12：真帆花ゆり名義、13・14：伊吹友里名義。

| #  | 発売日          | 曲順 | タイトル                                        | 作詞              | 作曲       | 編曲       | 規格品番  |
| -- | --------------- | ---- | ----------------------------------------------- | ----------------- | ---------- | ---------- | --------- |
| 1  | 1988年 1月25日  | A面  | 海峡わかれ雨                                    | 水木れいじ        | 北原じゅん | 馬場良     | CWA-450   |
| 1  | 1988年 1月25日  | B面  | 島の恋唄                                        | 水木れいじ        | 北原じゅん | 馬場良     | CWA-450   |
| 2  | 1989年 10月21日 | A面  | 浜木綿の花                                      | 中山大三郎        | 北原じゅん | 斉藤恒夫   | CWA-544   |
| 2  | 1989年 10月21日 | B面  | 花遍路                                          | 中山大三郎        | 北原じゅん | 斉藤恒夫   | CWA-544   |
| 3  | 1990年 3月21日  | 01   | 海峡                                            | 星野哲郎          | 北原じゅん | 馬場良     | CRDN-4    |
| 3  | 1990年 3月21日  | 02   | ふく娘                                          | 星野哲郎          | 北原じゅん | 馬場良     | CRDN-4    |
| 4  | 1990年 11月21日 | 01   | いのちの岬                                      | 結城忍            | 北原じゅん | 馬場良     | CRDN-41   |
| 4  | 1990年 11月21日 | 02   | 北の旅                                          | 十二村哲          | 北原じゅん | 馬場良     | CRDN-41   |
| 5  | 1992年 3月16日  | 01   | もしも私に                                      | 結城忍 北原じゅん | 北原じゅん | 竜崎孝路   | CRDN-123  |
| 5  | 1992年 3月16日  | 02   | 夕凪港                                          | 高田ひろお        | 北原じゅん | 竜崎孝路   | CRDN-123  |
| 6  | 1993年 3月21日  | 01   | 哀愁岬                                          | 岡田冨美子        | 北原じゅん | 小杉仁三   | CRDN-169  |
| 6  | 1993年 3月21日  | 02   | 逢いたい…                                       | 岡田冨美子        | 北原じゅん | 小杉仁三   | CRDN-169  |
| 7  | 1994年 2月21日  | 01   | 海峡わかれ雨                                    | 水木れいじ        | 北原じゅん | 馬場良     | CRDN-225  |
| 7  | 1994年 2月21日  | 02   | よわいものですね女なんて                        | 水木れいじ        | 北原じゅん | 馬場良     | CRDN-225  |
| 8  | 1995年 5月21日  | 01   | おんなの酔恋歌                                  | 志賀大介          | 北原じゅん | 馬場良     | CRDN-277  |
| 8  | 1995年 5月21日  | 02   | 北波止場                                        | たきのえいじ      | 北原じゅん | 馬場良     | CRDN-277  |
| 9  | 1996年 9月25日  | 01   | 足摺岬                                          | 加茂笙子          | 小倉茂夫   | 南郷達也   | CRDW-3010 |
| 9  | 1996年 9月25日  | 02   | 赤い満月                                        | 加茂笙子          | 南浩二     | 南郷達也   | CRDW-3010 |
| 10 | 1997年 6月25日  | 01   | 駅                                              | 池田充男          | 中川博之   | 竜崎孝路   | CRDN-381  |
| 10 | 1997年 6月25日  | 02   | あなたに逢いたい                                | 高畠じゅん子      | 中川博之   | 竜崎孝路   | CRDN-381  |
| 11 | 1998年 11月21日 | 01   | 赤ちょうちんの詩                                | 荒木とよひさ      | 中川博之   | 竜崎孝路   | CRDN-576  |
| 11 | 1998年 11月21日 | 02   | 迷子橋                                          | 荒木とよひさ      | 中川博之   | 竜崎孝路   | CRDN-576  |
| 12 | 2006年 1月11日  | 01   | 幸せの曲り角                                    | 高畠じゅん子      | 中川博之   | 伊戸のりお | CRCN-1228 |
| 12 | 2006年 1月11日  | 02   | ふたりのメロディー 〜あなたに逢いたいパートII〜 | 高畠じゅん子      | 中川博之   | 竜崎孝路   | CRCN-1228 |
| 13 | 2008年 6月4日   | 01   | 好きだから松江                                  | 濱田珠鳳          | 中川博之   | 前田俊明   | CRCN-1359 |
| 13 | 2008年 6月4日   | 02   | 夕日のホテル                                    | 高畠じゅん子      | 中川博之   | 前田俊明   | CRCN-1359 |
| 14 | 2009年 10月7日  | 01   | 赤ちょうちんの詩                                | 荒木とよひさ      | 中川博之   | 竜崎孝路   | CRCN-1441 |
| 14 | 2009年 10月7日  | 02   | 花ぬすびと                                      | 石原信一          | 叶弦大     | 伊藤雪彦   | CRCN-1441 |

### デュエット・シングル
| 発売日         | デュエット     | 曲順 | タイトル                   | 作詞       | 作曲     | 編曲     | 規格品番 |
| -------------- | -------------- | ---- | -------------------------- | ---------- | -------- | -------- | -------- |
| 1994年 8月21日 | 鳥羽一郎       | 01   | みちのくしぐれ             | 丹古晴己   | 中村典正 | 池多孝春 | CRDN-243 |
| 1994年 8月21日 | 鳥羽一郎       | 02   | 兄妹みなと                 | 水木れいじ | 中村典正 | 南郷達也 | CRDN-243 |
| 1999年 5月26日 | ロス・プリモス | 01   | さようならは五つのひらがな | 星野哲郎   | 中川博之 | 小杉仁三 | CRDN-608 |
| 1999年 5月26日 | ロス・プリモス | 02   | 札幌の星の下で             | 星野哲郎   | 中川博之 | 小杉仁三 | CRDN-608 |

### アルバム
- 真帆香ゆり（1990年3月21日）
- 真帆香ゆりベスト12（1990年11月21日）
- 演歌競艶～三姉妹（1991年3月21日）※クラウン期待の3人（真帆香ゆり・立樹みか・渡辺ひろ美）のオムニバス
- 真帆香ゆりベスト12（1992年3月16日）
- 真帆花ゆり/決定盤12（1993年4月21日）
- 真帆花ゆりベスト12（1994年5月21日）
- 全曲集（1994年10月21日）
- 全曲集（1995年10月21日）
- ベスト16（1997年8月21日）

### その他
- 2005年3月、岡山県新見市千屋小学校校歌「われら千屋の子」を歌う。
- 2005年9月に元気株式会社から発売されたPlayStation 2用ソフト『必殺裏稼業』のエンディングテーマ「風の命鈴（かぜのすず）」を歌っている。
- 2005年9月稼動開始のSNKプレイモアのアーケードゲーム『サムライスピリッツ 天下一剣客伝』に、ステージBGMとして「夕鶴の舞」が収録されている。